# كالا إيريس

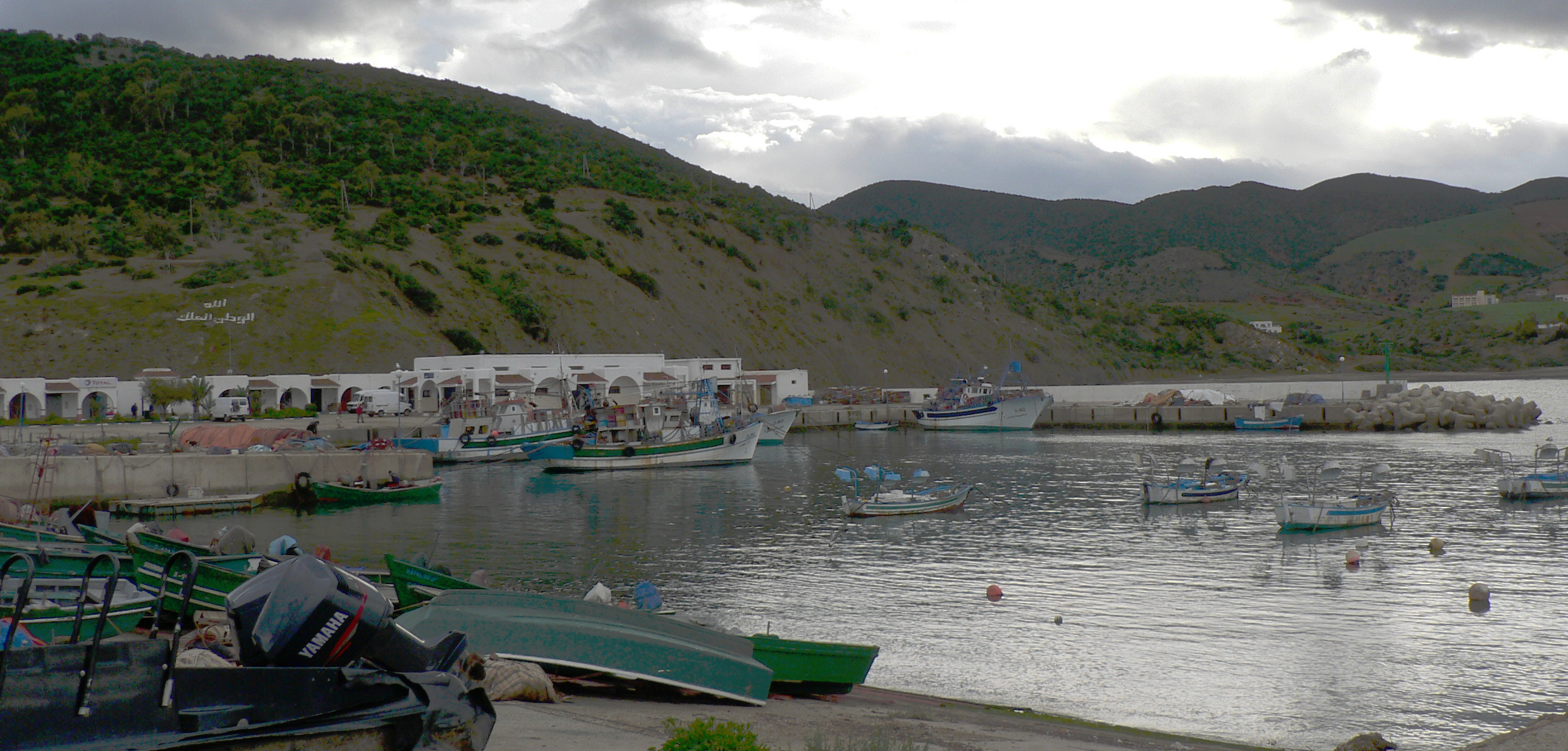
كالا إيريس

قرية كالا إيريس بالإسبانية (Cala iris) و تترجم إلى قوس قزح بالعربية سماها الإسبان هذا الاسم لأن شاطئ القرية يتخذ شكل مقواس مثل قوس قزح تقع القرية على ساحل البحر الأبيض المتوسط تنتمي إلى بلدية بني بوفراح الريفية على بعد 50 كيلومترا غرب مدينة الحسيمة بشمال المغرب على الحدود الغربية والشرقية للريف. ٱكتسبت القرية شهرتها من شاطئ كالا إيريس المشهور بجزره خاصة جزيرة كالا إيريس الصغيرة، ومخيم البلدية السابق وميناء الصيد الصغير.
تم إعلان هذه المنطقة منطقة سياحية بامتياز وسيتم قريبا إحداث مخيمات للتخييم البيئي والعديد من المنتجعات والمشاريع المستقبلية.